# 京都市交通局500形電車
京都市交通局500形電車（きょうとしこうつうきょく500がたでんしゃ）は、かつて京都市交通局（京都市電）が所有していた路面電車車両である。1924年から1928年にかけて40両が製造された。

## 京都市電初のボギー車
大正期の京都市は、日本の他の大都市と同様、拡大の時代であった。明治期に実施された琵琶湖疏水の建設や水力発電の開始、その電力を活用して京都市街と京都の河港である伏見港を結んだ、日本最初の営業用の電車である京都電気鉄道の開業と市内中心部への路線網の拡大、明治末年に行われた三大事業（道路拡幅、市電の建設、上下水道の整備）などによって近代都市にふさわしい都市インフラを整備した。また、京都帝大をはじめとした高等教育機関の設置は、現在に続く「大学のまち・京都」の原型を作るもととなった。こうした施策の結果、京都市は明治初年の東京奠都のショックを克服して、京都市とその周辺部に人口や産業の集積が見られるようになり、東京、横浜、名古屋、大阪、神戸といった都市とともに六大都市と称されるようになった。そして、京都市域からあぶれた人口や産業は、北部の周辺地域を中心に住宅立地がさかんとなり、西南部を中心に繊維関係の工場が多く立地するようになり、どちらの地域も京都市とのつながりは日常不可欠なものとなった。このような状況を踏まえて、京都市は1918年に周辺の町村を合併して市域を拡大し、1921年には市街地のスプロール化を防ぐためにこれらの新市街地と従来からの京都市街地を含めた形で都市計画決定を実施し、現在の京都市街の骨格を形作る西大路通や九条通などの外郭線や、その外周道路となる北山通や十条通などの建設・道路拡幅が決定された。
一方、1912年に開業した京都市電は、1918年に京都電気鉄道を買収して路面電車事業の市営一元化を実現させ、大正末期から昭和初期にかけて旧京電東回り線の広軌化（寺町、木屋町通から河原町通へ路線付け替え）や1918年の合併地域への路線延伸が進められるようになった。車両は開業時に投入した広軌1形でまかなっていたが、路線の延長に伴い車両が不足することが予想されたほか、既存路線においては乗客が増加していたことから、京都市電においても大阪市電1001・1081形や神戸市電C車・E車・I車・J車・K車（後の500形）で実績のある3扉大型ボギー車を導入することになり、500形が登場することとなった。
本形式が500形と一足飛びに大きな形式を与えられたのは、従来の単車とは違う画期的なボギー車としての位置づけからであり、その後登場した単車グループは300形・200形と、逆戻りする形で形式が与えられた。その後、600形が登場して他都市同様登場順に形式が与えられるのかと思われたが、戦後に登場した大型ボギー車の1000形が500形同様の理由で一足飛びに大きな形式を与えられ、その後登場した中型ボギー車は800形・900形・700形の順番に登場して、形式が行きつ戻りつして与えられるという、他都市では見られない特色のもととなった。

## 概要

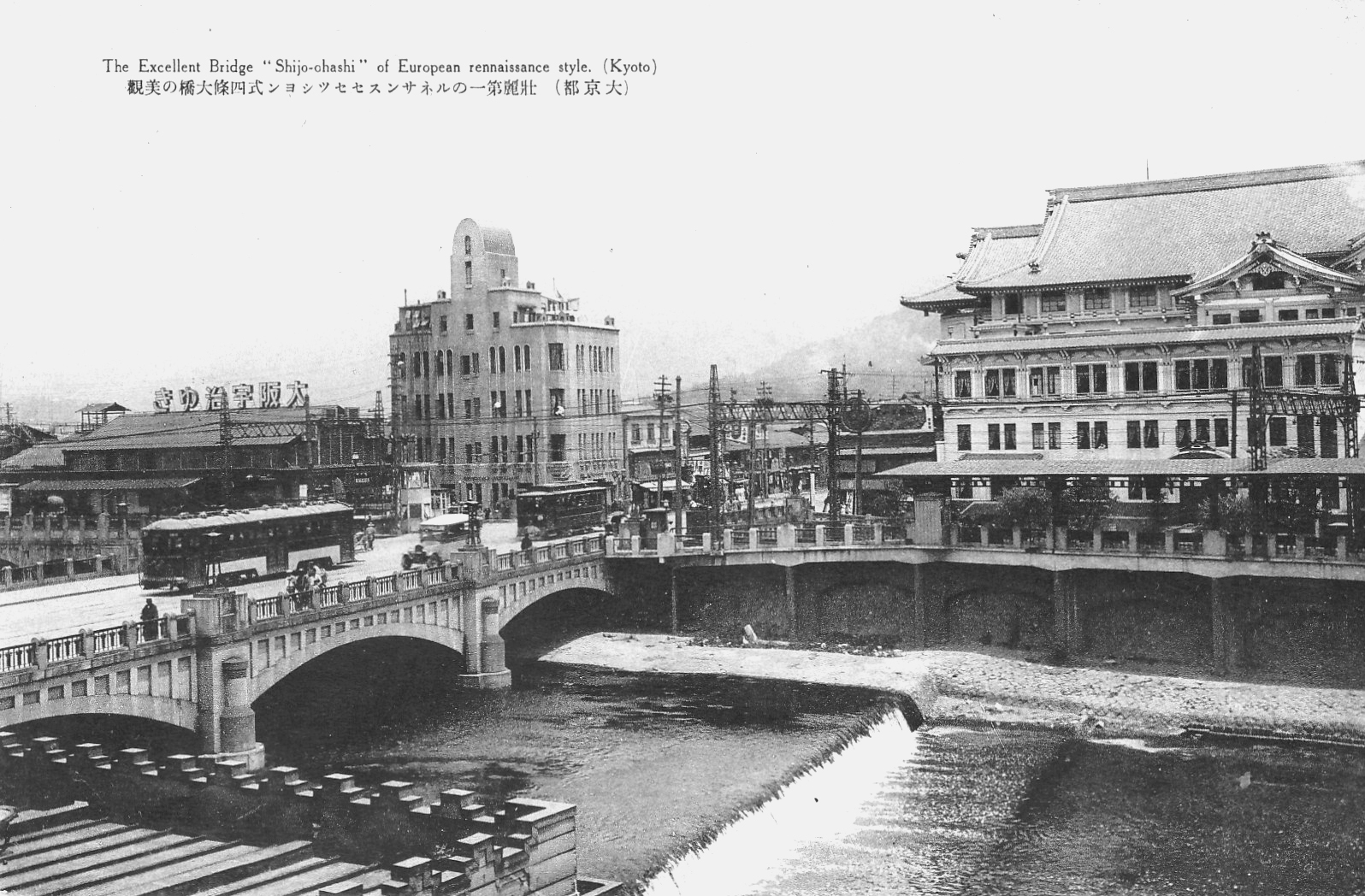
南座が建て替えられているので1929年（昭和4年）11月以降に撮影された四条大橋。旧塗装の500形と初代の市バスが見える。

500形は製造時期によって501 - 510・511 - 517・518 - 540の3タイプに分類される。全長約13.5mの箱型車体で、屋根はシングルルーフでおわん型ベンチレーターを6基取り付け、側面窓配置D2 2 2D2 2 2D（D：客用扉、数字：側窓数）、前面窓配置は3枚窓で中央窓がやや広く、中央窓下にヘッドライトとその左右にトロリーレトリバーを取り付け、中央窓上に行先方向幕、その右側には経由地表示用の方向幕を設けた外観は3タイプとも共通であるが、501 - 517に比べると518 - 540は幕板がやや広いといった違いがある。また、塗装は広軌1形と同じ腰板下半分が白、その上が茶色であった。

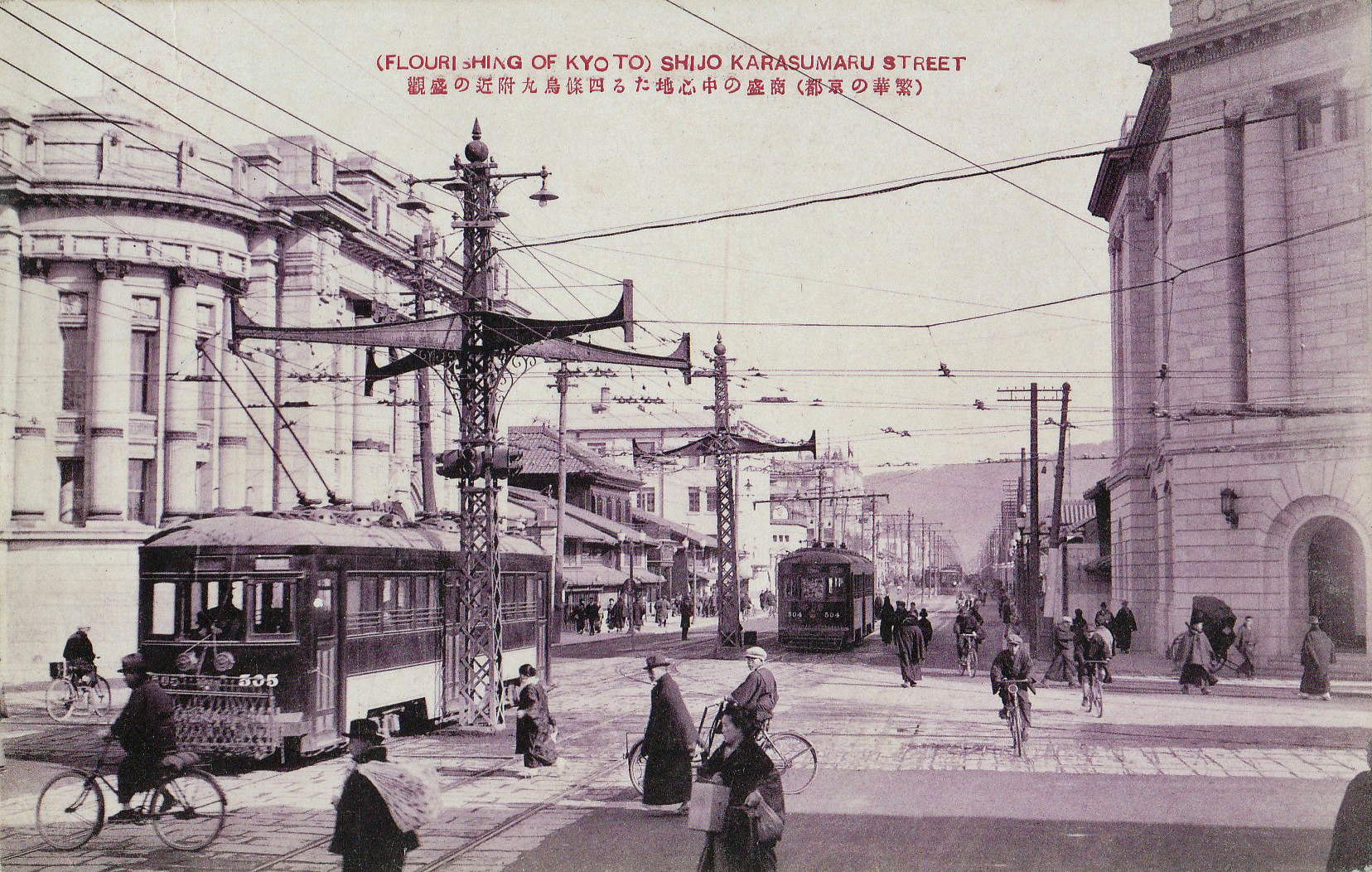
「商盛の中心地たる四条烏丸付近の盛観」505号が左側に見える

501 - 510は1924年に田中車輛で製造された。台車はJ.G.ブリル社製Brill 77E1を装着し、主電動機は30kW級（40馬力）のものを各台車に1基ずつ計2基搭載していた。511 - 517は1925年に同じく田中車両で製造され、外観及び電装品に変わりはないが、台車がボールドウイン64-20Rに変更された。518 - 540は昭和天皇の即位の御大典拝観客輸送に備えて1928年に梅鉢鉄工所で製造されたが、台車は国産の住友金属工業KS-45Lに変更された。ブレーキ制御弁は全車DH-16を装備した。
内装は、外観がシングルルーフであったが、天井はセミダブルルーフ調となっており、シートエンドも木製の古風なものであった。室内灯は511 - 517がかさ状の灯具であったのに対し、518 - 540はグローブ状のものに変更された。警笛はタイフォンとフートゴングを用意したが、タイフォンの音が大きかったこともあり、戦前はフートゴングのみの使用であった。
このように、500形は同時期に登場した大阪市電1501形・1601形や神戸市電J車・K車・L車に比べるとややクラシカルなイメージを持つ車両として登場しており、どちらかというと一世代前の大阪市電1001・1081形や神戸市電I車に近い車両であるといえる。また、500形と300・200形のように3扉大型ボギー車が登場した後にスケールダウンした単車が登場した例は、大阪市電における1081形と701形の関係にも見ることができるが、500形40両の後に300・200形両形式が合計143両も登場した京都市電に対し、大阪市電では170両も作られた1081形に対して701形は30両しか製造されなかったことから、当時の京都、大阪両市電の輸送需要の差を垣間見ることができる。

## 登場
最初に登場した501 - 510は、都市計画軌道延長事業の烏丸線烏丸今出川 - 上総町（後に烏丸車庫前と改称） - 植物園前（中賀茂橋西詰）間延伸に併せて1924年2月に登場し、当時離れ小島であった伏見線（伏見線と他路線との接続は1927年に実施）と1926年に改軌して線内単独運行であった蹴上線を除く広軌線の全路線で営業運転を開始した。翌年登場した511 - 517ともども輸送力の向上に寄与し、京電東回り線の広軌移設路線である河原町線の南進や、その前後に開業した東山線熊野神社前 - 百万遍間（京都大学及び京都大学医学部附属病院と旧制第三高等学校の敷地の中央を北進したことから、開業当初は「大学線」とも呼ばれた）をはじめ、新京阪連絡路線として開業した丸太町線千本丸太町 - 円町間及び西大路線円町 - 西大路四条の開通に伴う需要増加に応えた。そして、1928年11月の昭和天皇の即位の御大典輸送においては、新造間もない518 - 540を含めた500形全車は拝観客輸送の主役を務めた。しかし、その後は昭和初期の大恐慌に巻き込まれたことから市電の利用客は低迷、路線延長は西園寺公望の京都邸の敷地の一部を譲渡されたことで直進が可能となった今出川線河原町今出川 - 百万遍間をはじめ、丸太町・大宮・西大路・北大路・七条・九条の各線区で失業対策事業の一環として工事は進められたが、1929年以降は車両の増備は一切なく、延長に伴う車両増も既存の車両を活用することでまかなわれた。この間に500形は茶色一色に塗り替えられた
(1929年11月の時点では、まだ旧塗装車が存在した事が絵葉書で確認できる）。

## 514形への改造
不況下で乗客数の低迷が続くと、京都市電では大型の500形を持て余すようになってしまった。しかし、京都市電気局では広軌1形も老朽化していたこともあり、その後継車をどのようなものにするのかについて検討が開始された。そのような流れの中で当時登場していた大阪市電801形・901形、神戸市電600形といった汎用性の高い中小型車に着目し、1935年から1936年にかけて514 - 517の4両の台車、電装品を活用して、汽車会社(514・515)、川崎車両(516・517)の両社で小型ボギー車に改造した。
改造内容は、車体を全長10.7mの箱型の小型車体に載せ換え、それに伴って側面窓配置も1D8D1となったほか、側窓も京都市電初採用の2段上昇窓となり、ドアも運転台横のハンドルで開閉を操作する2段引戸となった。また、側面窓の天地幅が拡大したことから、前面窓もそれに合わせて拡大されており、前面幕板部には当初オレンジ色の標識灯が取り付けられた。車体は514・515と516・517では大きく異なっており、前者は屋根がやや深くて幕板が狭く、比較的平凡なスタイルになっているのに対し、後者は屋根が浅くて幕板が広いという、後年登場した大阪市電1301形と似たイメージのスクエアな車両であった。塗色も茶色一色から戦後の大阪市電によく似た上半クリーム、下半マルーンのツートンカラーに変更され、この塗装が従来車の標準色となり、他の500形も含めた全車の塗装変更が実施された。この他、塗装試験車として、2グループのうちどちらかが緑色一色で登場した。ちなみに、載せ換えられた元の大型車体は操車場の詰所などに活用された。
514形の運用実績をもとに翌1937年から戦前の京都市電を代表する600形が登場したが、600形は514形とは似ても似つかぬ優美な流線形車両として登場し、それまでの京都市電のイメージを変えただけでなく、神戸市電の「ロマンスカー」700形や大阪市電の「流線型」901形とそのモデルチェンジ車である2001形・2011形、阪神国道線の「金魚鉢」71形や名古屋市電1400形とならぶ戦前の日本の路面電車を代表する車両となった。そこには514形の面影を見ることはできないが、514形は600形にメタモルフォーゼするためのさなぎの役を務めた必要不可欠な車両であるといえる。

## 戦時下の500形
1930年代後半に入って戦時体制が急速に強化され、京都市内においても軍需工場が建設されるようになった。また、燃料統制によってバス路線が削減されると、その分の利用者も市電にシフトするようになった。こうしたことから、当時の京都市電唯一の大型車である500形は久しぶりに大量輸送に活躍する機会を与えられた。ところが、太平洋戦争末期の1945年に500形のラストナンバーである540号が貨物電車に改造され、同年4月5日から京阪京津線～石坂線に乗り入れるようになった。540号が選ばれたのは、1936年に主電動機を東洋電機製造社製のものに換装し、ギア比も高く改造されていたためであった。その改造内容であるが、同車の屋根及び座席を撤去し、運転台と車内の間に仕切りを設け、ハンドブレーキを設けるというものであった。539号も同様の改造を受ける予定であったが、実施されなかった。
その貨物の内容であるが、往路は京都市民の排泄物を石坂線沿線の農家に運び、帰路は農産物を京都市内に運ぶというものであった。当時は京都市内における下水道普及率も低く、1939年に鳥羽処理場（現在の鳥羽水環境保全センター）の運転が開始されると、1934年に開業していた吉祥院処理場（現在の吉祥院水環境保全センター）の運転が20年近く休止されるなど、下水処理は汲み取りが主体であった。そこで、汲み取った排泄物を有効活用し、食糧増産に役立てるべく輸送手段を確保するために東山三条に渡り線を設け、市電と京津線の貨物電車が乗り入れを開始した。しかしながら京津線の急勾配は500形にとって苦しいものがあり、主電動機の過熱を防ぐために四宮駅で長時間停車を余儀なくされた。このし尿運送は1946年8月まで実施され、終了後540号は復元改造を実施された。
この他にも、514形の2段引戸を2枚折戸に改造したが、戦後に従来の2段引戸に復旧され、同時に自動ドアに改造された。また、塗色も600形と同じ濃いベージュとグリーンのツートンカラーに変更された。また、600形登場後、伏見線の勧進橋以北と稲荷線の軌道中心間隔が拡幅されたことから、同区間に500形も入線するようになった。そして戦後に勧進橋以南の軌道中心間隔拡幅工事が実施されると、500形は他形式同様中書島までの乗り入れを実施した。

## その後
500形は1949年に登場した1000形同様、広軌線の全車庫に所属して、全路線で大きな車体を生かして大量輸送の主役となった。また、514形は、壬生車庫に配属されて同車庫担当の各系統に運用されるかたわら、太平洋戦争末期に蹴上線などの資材を転用して開業した梅津線で、1958年の同線のトロリーバス化までほぼ専属的に使用されるようになった。1950年代の初めには535号がパンタグラフの試験車に選ばれるとともに、内装も一時セミクロスシートに改造された。この他にも、主電動機の換装が実施され、37.5kW（50馬力）に出力強化されたが、前述のように540号について戦前に主電動機の換装が実施されていることから、地道に出力強化改造が行われていたと思われる。その後1956年にはビューゲル化が実施され、1958年には中央扉の閉鎖とその部分への座席設置改造が実施された。
京都市電の最古参車となった500形であるが、アンダーパワーで京都市電唯一の手動扉車というハンディキャップはあったものの、最晩年に至るまでラッシュ時を中心にその輸送力を発揮していた。中でも、伏見・稲荷線では棒鼻以南の急曲線の関係で、500形が入線できる車両の中で最も大きかったことから、ラッシュ時のみならずデータイムにおいても重宝された。しかしながら経年による老朽化は進行しており、1968年に5両がまず廃車となり、翌1969年にも5両が廃車された。そして1970年4月の伏見・稲荷線の廃止（最終運行は3月31日）に際してはお別れの装飾を施され、514形を含めた残る30両全車が廃車となった。
505号は廃車後に交通局により通常は非公開で保存されていたが、2014年3月8日に梅小路公園内に開設された「市電ひろば」に移され、公開保存されている。市電ひろばへの移設にあたり、車内はカフェに改装されている。

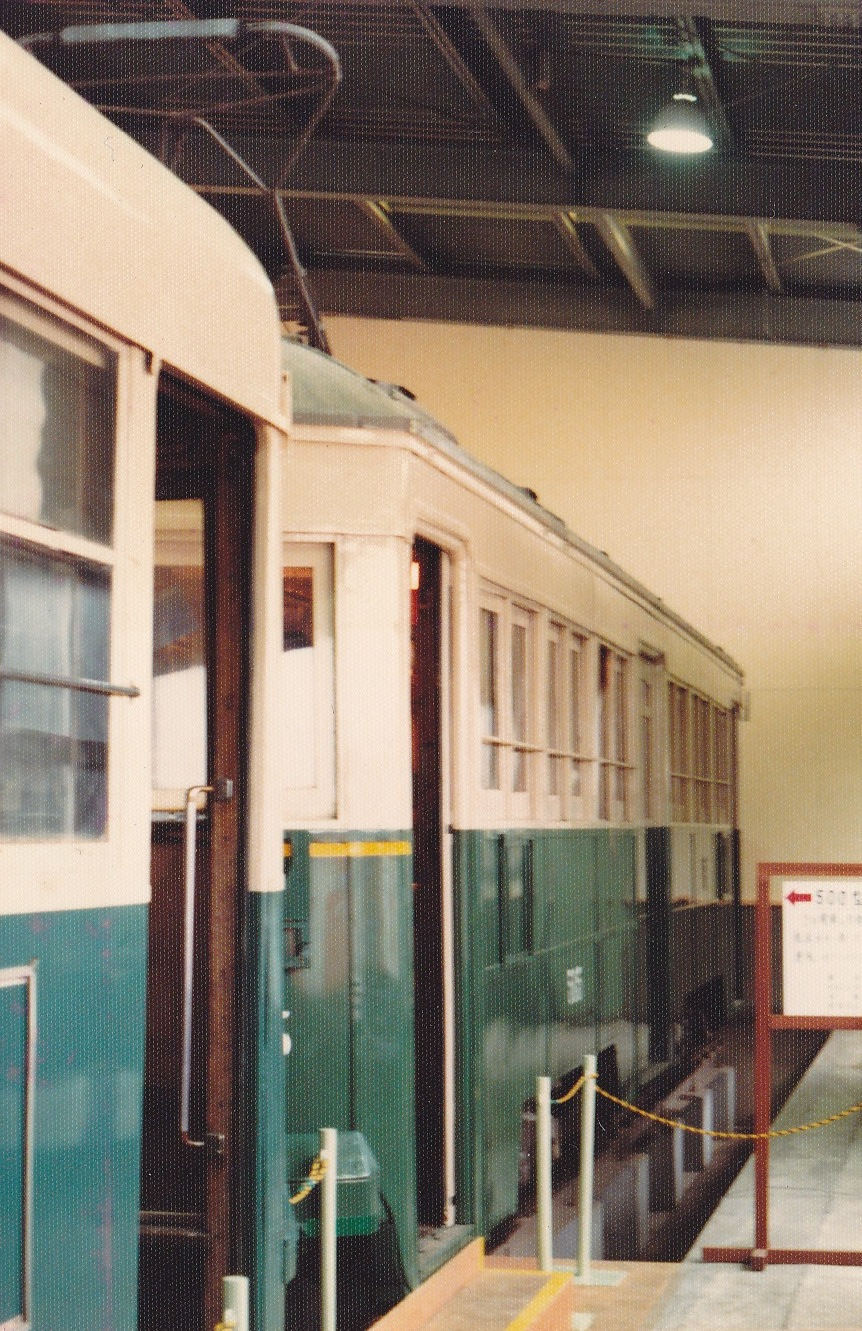
旧烏丸車庫で保存時代の505号車（1982年6月1日撮影）
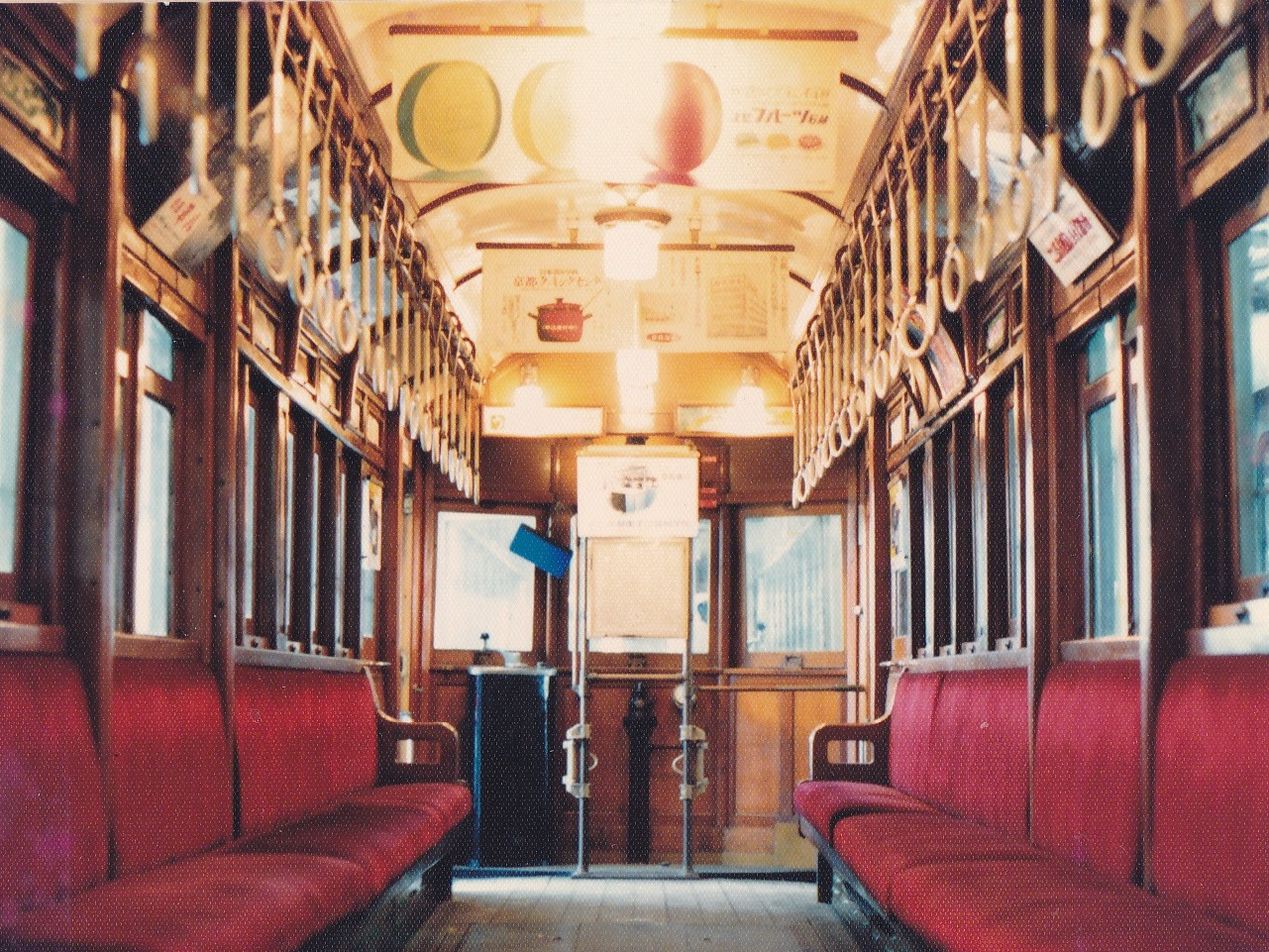
旧烏丸車庫で保存時代の505号車。この時点では車内は廃車当時のまま（1982年6月1日撮影）